# Tremor
Denna artikel handlar om det medicinska begreppet Tremor, för det norska black metal-bandet, se Tremor (musikgrupp).
Tremor avser darrningar eller skakningar, som orsakas av ofrivilliga, rytmiska muskelsammandragningar, oftast i händerna, men tremor förekommer även i huvudet, stämbanden, bålen eller benen.

## Olika typer av tremor
Vilotremor uppträder när musklerna vilar, till exempel när händerna ligger i knät, och förekommer vid Parkinsons sjukdom. 
Intentionstremor inträffar när en individ ska utföra en rörelse, till exempel föra ihop pekfingrarna, och förekommer vid skador i lillhjärnan orsakade av bland annat multipel skleros.
Postural tremor är relaterad till kroppshållningen och inträffar när en person till exempel håller upp händerna med utspärrade fingrar framför sig. Denna typ av tremor förekommer vid essentiell tremor (sjukdom utan känd orsak) och alkoholabstinens.
Psykogen tremor kan förekomma vid dissociativ motorisk störning.